# منتخب إنجلترا لهوكي الجليد للرجال
منتخب إنجلترا الوطني لهوكي الجليد للرجال (بالإنجليزية: England men's national ice hockey team)‏ هو ممثل إنجلترا الرسمي في المنافسات الدولية في هوكي الجليد .